# Crandal·lita
La crandal·lita és un mineral de la classe dels fosfats que pertany al grup de la plumbogummita. Va ser descoberta l'any 1917 a la mina Brooklyn, Silver City, Tintic District, Utah, Estats Units, sent anomenada així per Gerald Francis Loughlin i Waldemar T. Schaller en honor de l'enginyer de mines nord-americà Milan Lucian Crandall Jr. (1880-1959).

## Característiques
La crandal·lita és un fosfat de calci i alumini amb fórmula CaAl₃(PO₄)₂(OH)₅·H₂O. La seva duresa a l'escala de Mohs és de 5. El color del mineral hauria de ser teòricament blanc, però el ferro pot fer que el color es trobi entre el groc i el marró, sovint també amb taques. Cristal·litza en el sistema trigonal. Acostuma a trobar-se habitualment en hàbit massiu, o en agregats nodulars. També s'hi pot trobar de manera microcristal·lina com l'àgata o la calcedònia, així com de nombroses altres formes. És l'anàleg de calci de la plumbogummita i el fosfat anàleg de l'arsenocrandal·lita. Forma un sèrie de solució sòlida amb la goyazita.
Segons la classificació de Nickel-Strunz, la crandal·lita pertany a «08.BL: Fosfats, etc. amb anions addicionals, sense H₂O, amb cations de mida mitjana i gran, (OH, etc.):RO₄ = 3:1» juntament amb els següents minerals: beudantita, corkita, hidalgoita, hinsdalita, kemmlitzita, svanbergita, woodhouseita, gallobeudantita, arsenogoyazita, arsenogorceixita, arsenocrandal·lita, benauita, dussertita, eylettersita, gorceixita, goyazita, kintoreita, philipsbornita, plumbogummita, segnitita, springcreekita, arsenoflorencita-(La), arsenoflorencita-(Nd), arsenoflorencita-(Ce), florencita-(Ce), florencita-(La), florencita-(Nd), waylandita, zaïrita, arsenowaylandita, graulichita-(Ce), florencita-(Sm), viitaniemiita i pattersonita.

## Formació i jaciments
Es pot trobar en l'última etapa de mineralitzacions de fosfats en pegmatites tipus granit, en nòduls fosfats sedimentàris; en fractures de roques amb un alt contingut de fosfats o en capes sedimentàries. També en cavitats amb agregats de quars-barita. Sol trobar-se associada a altres minerals com: albita, brasilianita, fluellita, limonita, magnesita, microclina, montebrasita, quars, senegalita, siderita, topazi, variscita, wardita o wavel·lita.